# جویس وان پاتن
جویس وان پاتن (انگلیسی: Joyce Van Patten؛ زادهٔ ۹ مارس ۱۹۳۴) یک هنرپیشه، و بازیگر سینما اهل ایالات متحده آمریکا است.

## گزیده فیلمشناسی
از فیلم‌ها یا برنامه‌های تلویزیونی که وی در آن نقش داشته‌است می‌توان به آثار زیر اشاره کرد.
- قرار ملاقات دو ناشناس (۱۹۸۷)
- آتش سنت المو (۱۹۸۵)
- امور خانوادگی (۱۹۷۰) بازیگر میهمان
- الهه (فیلم ۱۹۵۸) (۱۹۵۸)
- ملیس در سرزمین عجایب (فیلم ۱۹۸۵) (۱۹۸۵)
- اینجا باید همان‌جا باشد (۲۰۱۱)
- بی‌نهایت (فیلم) (۱۹۹۶)
- استخوان (فیلم ۱۹۷۲) (۱۹۷۲)
- آقای نواک (۱۹۶۵) بازیگر میهمان
- بزرگ‌شده‌ها (۲۰۱۰)
- منطقه نیمه‌روشن (۱۹۶۳)
- دود اسلحه (۱۹۶۳)
- کدبانوهای وامانده (۲۰۰۵)
- جیب خدا (۲۰۱۴)
- میمون می‌درخشد (۱۹۸۸)